# Capparis bangii
Capparis bangii là một loài thực vật có hoa trong họ Capparaceae. Loài này được Rusby mô tả khoa học đầu tiên năm 1895.